# 自由貿易
自由貿易（じゆうぼうえき、英: free trade）は、関税や、数量制限などの国家の介入や干渉を排して自由に行う貿易を指す。学説としては、重商主義にもとづく保護貿易に対して、イギリスのアダム・スミスやデヴィッド・リカードらによって唱えられた。貿易が利益になるというのは経済学における最古の命題の一つであり、自由貿易はこの命題にもとづいている。また、営業の自由をはじめとする経済活動の自由や移動の自由と密接に関係している。通史は、貿易史#近世・近代および貿易史#現代を参照のこと。今日、主流経済学では、自由貿易は保護貿易よりも各国の経済発展に役立つと一般的に評価されている。

## 概要

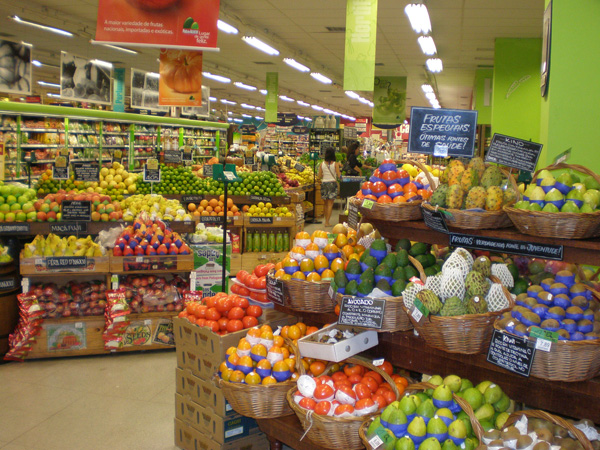
スーパーマーケット（ブラジル・サンパウロ）。スーパーは国際分業を考えるうえでの宝庫ともいわれる。

貿易では、国が互いに財やサービスを売ると両国の利益となる。これは国際経済学における最も重要な洞察ともいわれる。貿易の便益は実体のある財だけでなく、サービス産業などにも及ぶ。国は貿易で利益を得るが、国内において特定の集団に害を与えることがある。そのため、どれだけの貿易を認めるかという論争が続いている。
自由貿易を支持する経済学的な理由としては、(1) 効率性の利益について定式化した分析がある。(2) 定式化に含まれない追加の利益がある。(3) 複雑な経済政策の実施は難しいが、自由貿易は簡易である、などがある。
第一次世界大戦（1914年-1918年）までの自由貿易はイギリスが主導し、通貨制度は金本位制にもとづいていた。第二次世界大戦（1939年-1945年）後の自由貿易はアメリカが主導し、通貨制度はアメリカのドルとの比率にもとづくブレトンウッズ体制で始まり、現在は変動相場制となっている。完全な自由貿易の国は存在しないが、貿易自由化の国際機関として世界貿易機関(WTO)がある。WTOは諸国間の取引のルールを定め、より自由貿易に近い状態が実現されるよう努めている。貿易依存度は2000年代後半には60%を超え、21世紀は歴史的に自由貿易が最も実現されているといえる。
自由貿易の支持者の主張には以下のものがある。
- 国外から安価な商品が輸入できる[11]。
- 国外に商品を輸出して利益が享受できる[11]。
- 国外から機械・原材料が輸入されることで、技術・スキルが移転される[11]。
- 国外への輸出機会を得ることで国内生産のスケールメリット（規模の経済）が活かされる[11]。
- 国外からの競争圧力によって、国内の独占の弊害を軽減できる[11]。
- 国外からの輸入を通じて多様な商品が消費できる[11]。

上記に対する保護貿易論者の主張については、保護貿易#保護主義の主張を参照。

## 歴史

### 海洋と貿易の自由
貿易の自由についての古い記録は、交通の自由との関わりで海洋法や海事法に見られる。2世紀の古代ローマの法学者マルキアヌスは、海は所有の対象ではないと書いたとされ、ローマ帝国では海に管轄権はなかった。中世に入るとヴェネツィアがアドリア海の支配を主張し、他のイタリア都市国家やヨーロッパ各国でも近海の支配を主張した。海上貿易のための規則としては、東地中海ではビザンツ帝国でロードス海法が用いられ、西地中海では14世紀頃にバルセロナで作られたコンソラート・デル・マーレが私法や商事紛争の解決を定めた。
領有について最も問題となったのがトルデシリャス条約（1494年）だった。この条約でアメリカ大陸の陸地と海洋がスペインとポルトガルに分割され、教皇アレクサンデル6世が承認した。これに対してイギリスのエリザベス1世は、海の領有や海上貿易の独占を許さないと主張した。エリザベス1世はフランシス・ドレイクらの私掠船による略奪を公認しており、航海の自由は私掠船政策を維持するためにも必要だった。オランダの法学者フーゴー・グロティウスは、『自由海論』（1609年）でポルトガルの海洋支配に対して海洋の自由を提唱した。グロティウスの説は新興国であるオランダの国益に沿う内容でもあった。
多島海のある東南アジアは古来から貿易が容易な環境であり、国家は貿易の独占をせずに中継港など取り引きの場を提供することで利益を得た。こうした国家を港市国家とも呼ぶ。17世紀にはオランダ東インド会社の進出で制限を受けるが、18世紀以降は中国での需要の高まりを受けて、再び貿易の自由が求められるようになった。

### イギリス自由貿易の成立

茶税法に反対するアメリカ住民の抗議行動（ボストン茶会事件）。航海条例にはじまるイギリスの保護貿易はアメリカ独立の原因にもなった。

イギリスは17世紀から18世紀にかけて重商主義による保護貿易を進め、名誉革命（1688年-1689年）によって市民には営業の自由（freedom of trade）が保障された。英語の trade は経済活動に幅広く使われる語であり、国内の取り引きや、国外の貿易にあたる。個人の経済活動の自由を貿易の自由につなげたのが、『国富論』（1776年）を書いたアダム・スミスだった。スミスは人々の分業が生産を増進すると論じ、それを国家の関係にも拡張して貿易による国際分業を論じた。
イギリス政府の保護貿易政策によって綿織物業や鉄鋼業などが成長し、19世紀前半にはイギリス工業は世界的に優位に立った。スコットランドは、イングランドに比べて国内市場が小さいために経済活動を国外に求め、貿易独占権をもつイギリス東インド会社と利害が対立する。グラスゴーをはじめとする各地の利害関係者は、自由貿易を求めてロビー活動を行った。他方、東インド会社は18世紀末から不振に陥り、かわってアジア域内で活動するカントリー・トレーダーと呼ばれる貿易業者が利益をあげて急成長した。こうした状況により、東インド会社のアジア貿易独占は撤廃された。工業化と植民地を背景にした自由貿易が国をより優位にすると考えられ、産業資本家・商人・投資家を中心に自由貿易が支持された。
自由貿易は、国際秩序を保つ政策としても論じられるようになった。マキャヴェッリやトマス・ホッブズの時代の政治思想とは異なり、商業による国家の結びつきが重視されるようになった。哲学者のデイヴィッド・ヒュームは著書『貿易の嫉妬について』（1758年）で、貿易にまつわる感情を分析し、国家は貿易によって相互利益を得ると論じた。アダム・スミスは『国富論』で戦争と貿易を比較し、隣国の経済的な繁栄は敵対状態ならば危険でも、平和で貿易ができるなら自国の繁栄につながるとした。政治家のリチャード・コブデンは、軍備の縮小と平和をもたらすための手段として自由貿易を支持した。

### 穀物法論争
イギリスではナポレオン戦争（1799年-1815年）に伴って穀物の輸入が減少し、食料品が値上がりして地主に大きな利益をもたらした。地主は戦後も高値を保つために政治家に働きかけて、輸入を制限する穀物法（1815年）を制定させた。この時期には穀物の自由貿易をめぐって論争が起き、中でも経済学者トマス・マルサスとデヴィッド・リカードの論争が有名で穀物法論争と呼ばれた。マルサスは穀物輸入の制限に賛成し、制限を可能とする条件を4点あげた。(1) 食糧自給が可能な国土がある。(2) 穀物収穫量が安定している。(3) 近隣の穀物輸出国が輸出を制限する可能性がある。(4) 社会不安の増加など工業人口の増加による弊害がありうる、の4点である。そしてイギリスはすべての条件に当てはまるとして穀物法に賛成した。ヨーロッパ全体の利益という視点では、穀物を含むあらゆる商品の自由貿易が望ましいが、実現しないとも書いた。それに対しリカードは、穀物輸入の制限に反対した。その理由として、(1) 穀物輸入制限は必需品である穀物の高価格につながる。(2) 高価格の穀物は農地を持つ地主階級に利益を集中させる。(3) 資本の蓄積や土地の有効利用をさまたげる、などがあげられる。穀物法論争において、リカードは比較生産費説を論じ、のちに比較優位として貿易理論の基礎となった。
マンチェスター商工会議所を中心に、反穀物法同盟の運動も起きた。反穀物法同盟には綿業者などの経営者が多く、穀物法を廃止して労働者の食事を安くするために「朝食を無税に」というスローガンを使った。こうして保護貿易のための穀物法や航海条例は、ともに19世紀中に廃止された。

### 略奪の防止
重商主義は他国からの富の奪取を奨励するため、私掠船による略奪や戦争における貿易船の拿捕を奨励する傾向があった。自由貿易の支持者は戦争時に貿易船を攻撃することに反対し、貿易を戦争から切り離すことを提案した。特に、中立国の貿易の安全を守ることを自由船自由貨の原則とも呼び、マンチェスター学派は戦時の敵国とも自由な貿易が行われるよう主張した。この提案はクリミア戦争（1853年-1856年）で一部が実現し、パリ宣言（1856年）で中立貿易の安全保障が決定した。

### 金本位制

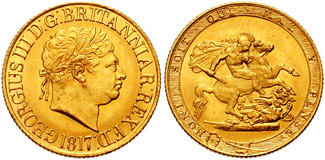
イギリスで金本位制を確立したソブリン金貨（1817年）。金本位制はイギリスの自由貿易を支えた。

イギリスの自由貿易を金融面で支えたのは、国際的な金本位制だった。イギリスは貨幣法 (1816年)（1816年）を制定し、通貨のスターリング・ポンドを中心とした金本位制を成立させた。金本位制によって、国家の通貨発行額はその国が保有する金の量で決まる。金の量（金準備）は輸出入で増減するので、通貨量は金に合わせて自動的に調整されることになった。1840年から1870年にかけての一人あたり貿易額は、イギリス・フランス・ドイツ・オーストリア・スカンジナヴィアで4倍か5倍、オランダとベルギーで3倍、高関税のアメリカも2倍となった。
欧米諸国は、イギリスに続いて金本位制や自由貿易を採用した。イギリスとフランスは2国間貿易協定のコブデン＝シュヴァリエ条約（1860年）を結び、関税の禁止や最恵国待遇を盛り込んだ。最恵国待遇は全ての条約国に最もよい条件を与えるので、条約国が増えるほど多くの国に低い関税が適用される。イギリスやフランスが他国と条約を結ぶことで、ヨーロッパは自由貿易体制が拡大した。他方で広大な国内市場を持つアメリカ合衆国は、南北戦争に勝った北部の利益を重視する工業化が進み、保護貿易による高関税を維持した。1866年から1877年は貿易自由化のピークであったが、大不況をへて、自由貿易を維持するイギリスと保護貿易を選ぶ国々に分かれた。各国が保護主義化した原因には、金本位制も関係していた。輸入をして金が減少すると国内の通貨も減少するため、イギリス以外の国は保護貿易で輸入を防ぎ、通貨発行量を保とうとした。
1892年から1894年には景気回復期に入り貿易は拡大したが、イギリスをのぞく各国が保護貿易を行なっていた時期と一致する。各国はイギリスへの輸出が急増し、結果的にイギリスの自由貿易が保護貿易国の経済成長を支えた。イギリス国内では保護貿易の国に対して関税を求める声が上がったが、当時は製造業に替わってシティ・オブ・ロンドンの金融業が発展しており、自由貿易を継続した。各国は輸出で1909年から1913年に高い成長率を享受し、イギリスは貿易赤字を銀行業や保険業など金融の黒字、そしてアジアとの黒字によって埋め合わせた。

### 植民地主義・帝国主義
19世紀の欧米各国には勢力均衡が存在したが、その他の地域に対しては武力を背景に自由貿易を要求する帝国主義政策が進められた。宗主国は植民地から自国向けの農産物や鉱物を輸入し、工業生産物を植民地へ輸出した。そのため植民地には自由貿易を強制した。当初は独占権をもつ企業が各植民地で経営し、やがて現地住民との契約という形をとった。植民地以外の国に対しては、不平等条約によって自由貿易を要求していった。オスマン帝国とヨーロッパ諸国の間で締結された条約は、カピチュレーションによる治外法権や、協定関税などの不平等な面があり、中国や日本が締結することになる条約の原型ともいわれている。

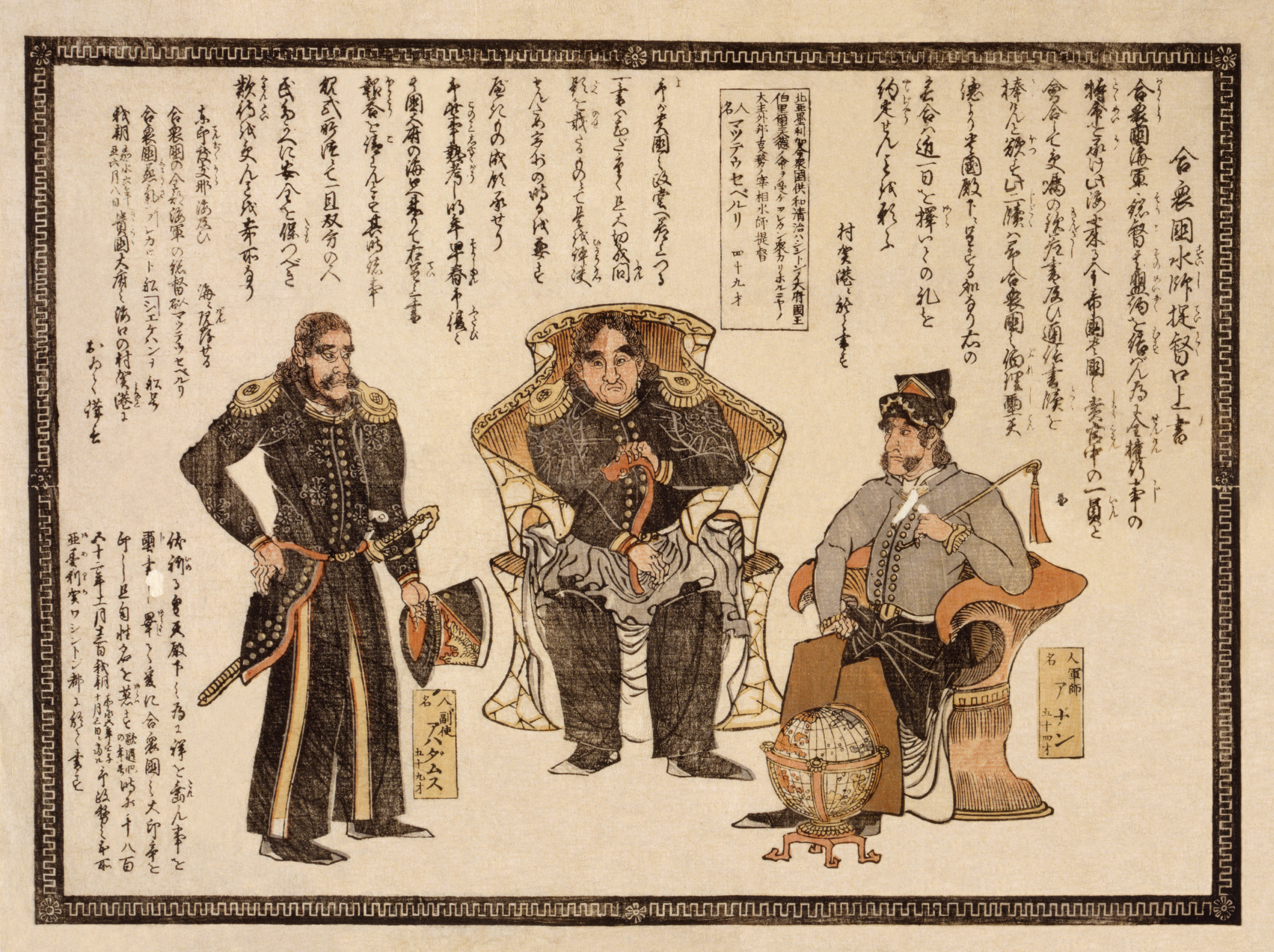
合衆国水師提督口上書（嘉永6年6月8日）
左よりヘンリー・アダムス副使（艦長）、ペリー水師提督、アナン軍使（司令官）。日米和親条約によって鎖国体制の終了と貿易自由化が進んだ。

植民地とならずに独立を保った国も、欧米の貿易に組み込まれた。日本では鎖国体制にあった江戸幕府が開国を選び、日米和親条約（1854年）をはじめとして各国と条約が結ばれた。日本の開国後の貿易による利益はGDPの約5%から9%に達したといわれ、自由貿易の利益の実例にあげられる。開国後の日本は世界的にも貿易の拡大ペースが早かった。タイは欧米諸国との条約で王室の貿易独占をほぼ廃止して自由貿易に加わり、治外法権や港の交易圏を認めつつ、国家主権の維持につとめた。これらの国々が欧米諸国と結んだ条約は関税自主権がない不平等条約だったため、条約の変更が課題となった。中南米諸国が独立した際、独立運動の時期から影響を増していたイギリスは諸国に貿易自由化を要求し、関税自主権のない状態で1810年から1825年にかけてイギリスと中南米の貿易額は10倍となった。中南米の政治の安定にともなって1870年代以降に外資進出が進み、モノカルチャーの貿易が増えた。

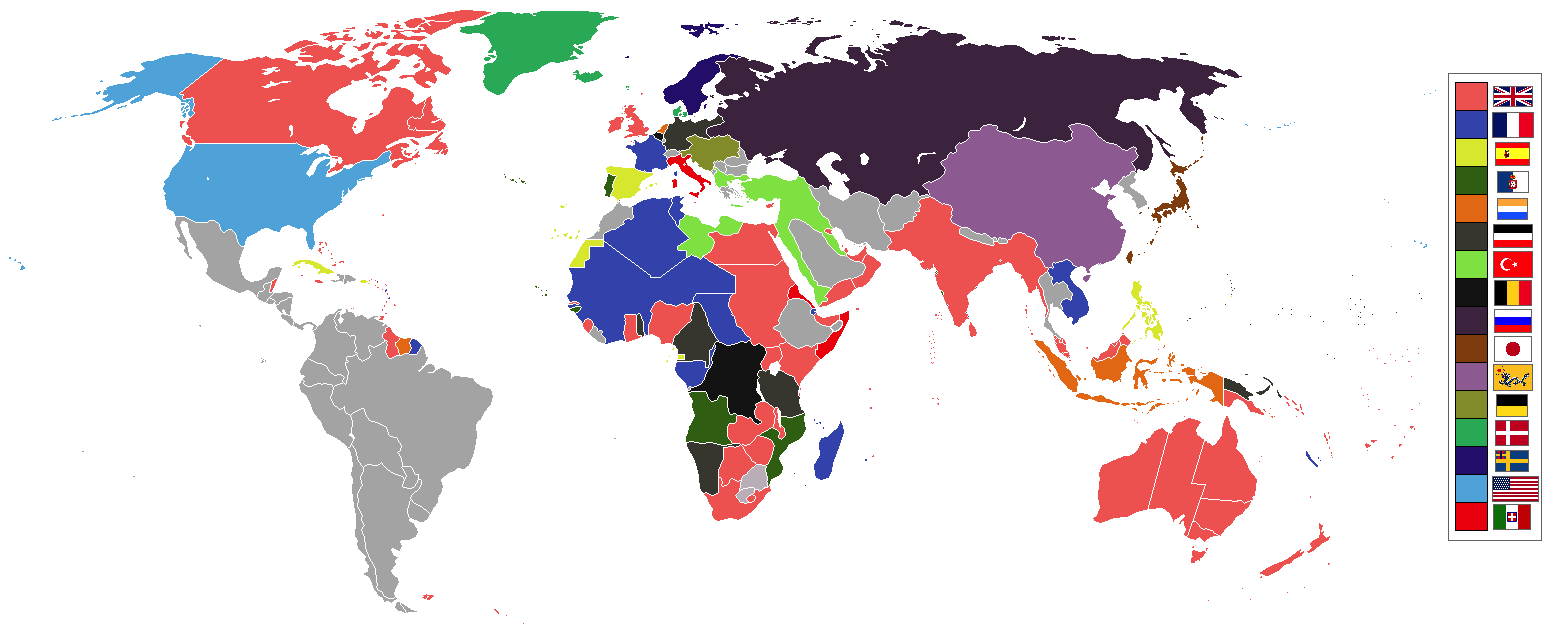
1898年当時の帝国主義列強勢力図

アフリカでは、ベルリン会議（1884年）でアフリカ分割が定められ、アフリカ全土がヨーロッパの7カ国によって植民地化された。
東南アジアは4カ国によって分割されたが、植民地は相互でも貿易をするようになり、アジア経済圏における国際分業が成立した。イギリスは自由貿易の拠点としてシンガポールを建設し、商品製造や強制労働の必要がない中継貿易の制度を整える。シンガポールはインド植民地からのアヘンを中国（清）へ送る貿易が特に活発であり、東インド会社のような独占の保護を受けていない民間業者が集まって発展し、やがてシンガポールと香港はアジアの金融センターにもなった。
東アジアには、イギリスや日本の他にフランス、アメリカ、ロシアも門戸開放を求めて進出した。日本は朝鮮王朝と不平等条約の日朝修好条規（1876年）を結んで経済進出をする。
19世紀に自由貿易が強制された地域では、当時の制度がその後の社会に影響を及ぼす場合がある。イギリスによって植民地化されたイギリス領インド帝国は、自由貿易を強制されて1920年代まで関税収入がなかった。財源を確保するために逆進性の高い地税や独占事業である塩税をかけ、住民への負担となった。イギリスがインドに地税制度を導入した際、ザミンダーリー制度が行われた地域は不平等レベルが高く、他の制度の地域と比べて現在でも公共財の普及が遅れており、識字率や政治への参加率が低く、農業技術の導入が遅れたため農業の生産性が低くなった。

### 世界大戦・大恐慌
イギリスは第一次世界大戦によって、戦費調達のために金本位制を離脱する。加えてアメリカからは債務を負い、大戦後もそれまでのような自由貿易と金本位制の維持が困難となった。1920年代にアメリカは最大の貿易国となるが、孤立主義を継続して国際連盟に加盟せず、高関税政策をとった。このためアメリカの政策は世界経済が不安定になる要因となった。
1930年代の世界恐慌によって自由貿易圏諸国（欧州、米国、日本など列強と植民地）は、自国経済圏を保護する名目でブロック経済の政策をとった。貿易の途絶によって各国では多大な経済的不利益が生じたため、アメリカのフランクリン・ローズヴェルト政権は、前政権の保護貿易政策を変更するために、自由貿易を支持するコーデル・ハルを国務長官に任命した。ハルは、国内の経済的独占のために関税が利用されていると考えて保護主義に反対しており、互恵通商協定法（1934年）の制定に尽力した。この法律によって関税率を引き下げる権限が議会から大統領に移譲され、イギリスをはじめ39カ国との協定に成功した。
大恐慌後のブロック経済は、ヨーロッパでファシズム、ナチズム、共産主義の政権につながった。モノカルチャー貿易を主体としていた中南米では輸入代替工業化の政策が増え、政治では独裁政権やポピュリズムが台頭した。日本は朝鮮半島に続いて満洲や東南アジアに進出して経済圏の拡大を意図したが、満洲事変（1931年）や仏印進駐（1940年）でアメリカと対立し、アメリカから輸入していた石油と鉄屑が不足する。また、東南アジアの貿易圏を破壊したために現地の支持を失った。

### IMF・GATT体制
第二次世界大戦後は、アメリカの主導で貿易の自由化が進められた。自由・無差別（差別の撤廃）・多国間主義が目標とされ、自由貿易で平和を促進するという意図があった。世界恐慌で途絶えた自由貿易を再開するには、国境を越えた取引を活発にする通貨システムが必要とされた。以前の金本位制に代わるものとして、最も経済力のあるアメリカのドルが金とリンクし、西側各国はドルに対する固定相場制を採用した。アメリカの政策の柱となる国際機関が設立され、国際通貨システムは国際通貨基金(IMF)と世界銀行に担われた。自由貿易の交渉を進める国際機関としては国際貿易機構(ITO)が発案されたが成立しなかったため、関税及び貿易に関する一般協定(GATT)のもとで進められた。
IMF・GATT体制で戦後の自由貿易は始まり、1950年から1973年にかけて貿易の成長率は平均7.9パーセントとなり、1913年から1950年の平均0.9パーセントを上回った。特に日本とドイツは急速な復興と経済成長をした。GATTでは農業分野やサービス分野は基本的に自由化の対象外であり、工業分野においても、アンチダンピング課税、相殺関税、輸出自主規制、セーフガード措置など、さまざまな例外措置が認められ、各国には貿易自由化による変化を緩和するための政策をとる余地が認められた。各国は、貿易自由化によって不利益を被る産業や階層に対して、補助金の給付や福祉政策などの補償的な措置を講じた。世界大戦・大恐慌・保護貿易によって、世界の貿易量は大幅に減少しており、工業製品の輸出額が第一次大戦前の水準に戻るのは1970年代となる。1970年代以降の貿易自由化ではNIESなど製造業輸出で経済成長をとげる国々があり、1980年代以降には社会主義体制をとっていた中国、ベトナム、インドなどの国々も貿易自由化を開始した。国際協調で貿易自由化を進めるため、それまでの二国間交渉に代わってGATT以降は多国間交渉が行われるようになった。多国間交渉として貿易ラウンドが開催され、ケネディ・ラウンド（1964年-1967年）では平均関税を35%下げた。
ドルと金の固定レートによるIMF体制は1973年で終了した。原因は、ドルを供給するために1960年代にアメリカからドルの流出が続いたことであった。各国がドルと金の交換を求めるためにアメリカの金準備が減少し、アメリカ政府は1971年8月に金とドルの交換を停止する。固定相場制への復帰もされたが一時的であり、以後は変動相場制となった。

### WTO体制
世界貿易は成長したが、アメリカでは経常赤字が問題となり、スーパー301条（1974年）による関税引き上げなどの保護貿易的な政策が始まった。特に対日赤字が大きかったため、日米貿易摩擦や日米構造協議（1989年-1990年）として表面化した。国際環境の変化により、新たな貿易機関が模索された。日本や西欧では、アメリカの保護貿易的政策への対応として、貿易紛争を処理する国際機関の設立を求めた。アメリカでは、自国企業の有意な分野である金融・保険・娯楽・ハイテクなどの自由化を推進する機関を求めた。こうしてGATTのウルグアイ・ラウンド（1986年-1994年）では123カ国が参加して平均関税を40%近く下げ、1995年にはGATTに代わる国際機関として世界貿易機関(WTO)が設立された。
WTOでは、GATT時代に主題とならなかったサービス貿易や知的所有権も含まれるようになった。サービス貿易についてはサービスの貿易に関する一般協定（GATS）、知財については知的所有権の貿易関連の側面に関する協定（TRIPS）で対応している。サービス貿易の自由化によって各国で金融の自由化が進み、1990年代以降には国際金融市場が成長するとともに金融危機の原因にもなった。また、貿易に関する紛争処理のためにWTO紛争解決機関が設立された（後述）。貿易依存度は、1960年代の24%から2000年代後半には60%を超え、世界金融危機（2007年-2009年）の影響で大きく減少したのちに再び上昇している。

## 比較優位
自由貿易論の基礎にあたるものが、比較優位の理論である。国が貿易をする理由には主に2点あり、(1) 互いの違いから利益を得る、(2) 自国で全てを生産するよりも効率よく財を得る、という点にある。たとえば2国間で貿易をする場合、それぞれの国が比較優位を持つ商品を輸出すれば、両国にとって利益になり得る。
比較優位は経済学者デヴィッド・リカードの著書『経済学および課税の原理』（1817年）で最初に論じられ、比較生産費説と呼ばれた。リカードは、2つの国が2つの財を交換するモデルを分析して、生産性の優位が大きい財を輸出して生産性の優位が低い財を輸入すれば利益になると論じた。自由貿易のもとでは、各国は労働と資本を自国が最も有利になる用途に使い、輸出品と交換に得られる輸入品を増やそうとする。こうした個別の利益の追求によって労働の配分と生産の増加が進み、利益と交通という共通の絆が全体の利益をもたらすとリカードは論じた。
比較優位の観点からは、貿易が有益な点を示すための限定条件はなく、競争力や公正という条件も必要がない。比較優位の思想は経済学の中で最古に属するため、経済学者はこの利益が誰にとっても自明であると錯覚しやすい。
他方、比較優位の問題点としては、(1) 産業の特化の過大な重視、(2) 貿易が所得分配に与える影響の無視、(3) 各国の資源の違いの無視、(4) 規模の経済の貢献の無視、などがある。また、現実における比較優位の妥当性について疑問が呈されている。たとえば経済力や政治力に大きな差のある2国家が交渉した場合に、経済力や政治力の小さい側が不利をこうむる可能性が指摘されている。

## 経済成長
貿易と経済成長の段階として、(1) 伝統的な産品の輸出、(2) 第1次輸入代替（軽工業品）、(3) 第1次輸出代替（伝統的産品から軽工業品に主流が移る）、(4) 第2次輸入代替（重工業品）、(5) 第2次輸出代替（軽工業品から重工業品に主流が移る）、などがある。これまでに経済成長をした国の貿易は、資源国をのぞけば急速な産業化をへており、労働者は主に製造業に雇用されていた。製造業の貿易と比較すると、資源貿易は雇用が少なく、またサービス産業には非貿易財の割合が大きい。
1960年代以降の途上国の標準所得と生産高の割合は低下しており、サービス産業に比べて製造業の相対価格は低下している。製造業の雇用は減っており、過去と同様の経済成長は困難になる可能性があるため、経済成長にはサービス産業の生産性が必要ともいわれる。貿易自由化が経済成長に結びつかない場合もあり、輸入代替工業化の時代よりも成長が鈍化している国もある。第二次世界大戦後の自由貿易と経済成長は正の相関を示したが、貿易自由化が成功したのは経済が成長していたからであり、その逆は自明ではないとする研究もある。輸出加工区や経済特区による二重貿易体制をとる国もある。

### 東アジア
第二次大戦後の日本の高度経済成長は、自由貿易による成功の一例とされる。日本は朝鮮特需で外貨不足を解消して輸出が増え、ベトナム戦争によってアジアとの貿易が増えた。日本の後にはNIESと呼ばれる国々が経済成長をとげ、そのうち東アジアには台湾、韓国、香港が含まれていた。台湾や韓国は工業製品の輸出を増やすために輸出加工区を採用し、限定した地域で関税や法人税を減免して外国企業に開放した。
中国は工業の近代化を実現するために1978年から改革開放政策に変更し、経済成長を続けている。輸出加工区を参考にした経済特区や、委託加工の制度で自由貿易や外資を受け入れ、他の地域では貿易制限を続けた。こうして国営企業の雇用を維持しながら自由貿易のノウハウを蓄積し、2001年にはWTO加盟を果たす。加盟にあたっては関税引き下げ・輸入数量制限撤廃・直接投資の開放などを受け入れ、2011年には最大の貿易国となった。中国が世界の製造業に占める割合は1991年の2.3%から2013年の18.8%まで増え、直接投資受入額はWTO加盟後の10年間で8376億ドルとなり世界第2位である。

### 東南アジア・南アジア

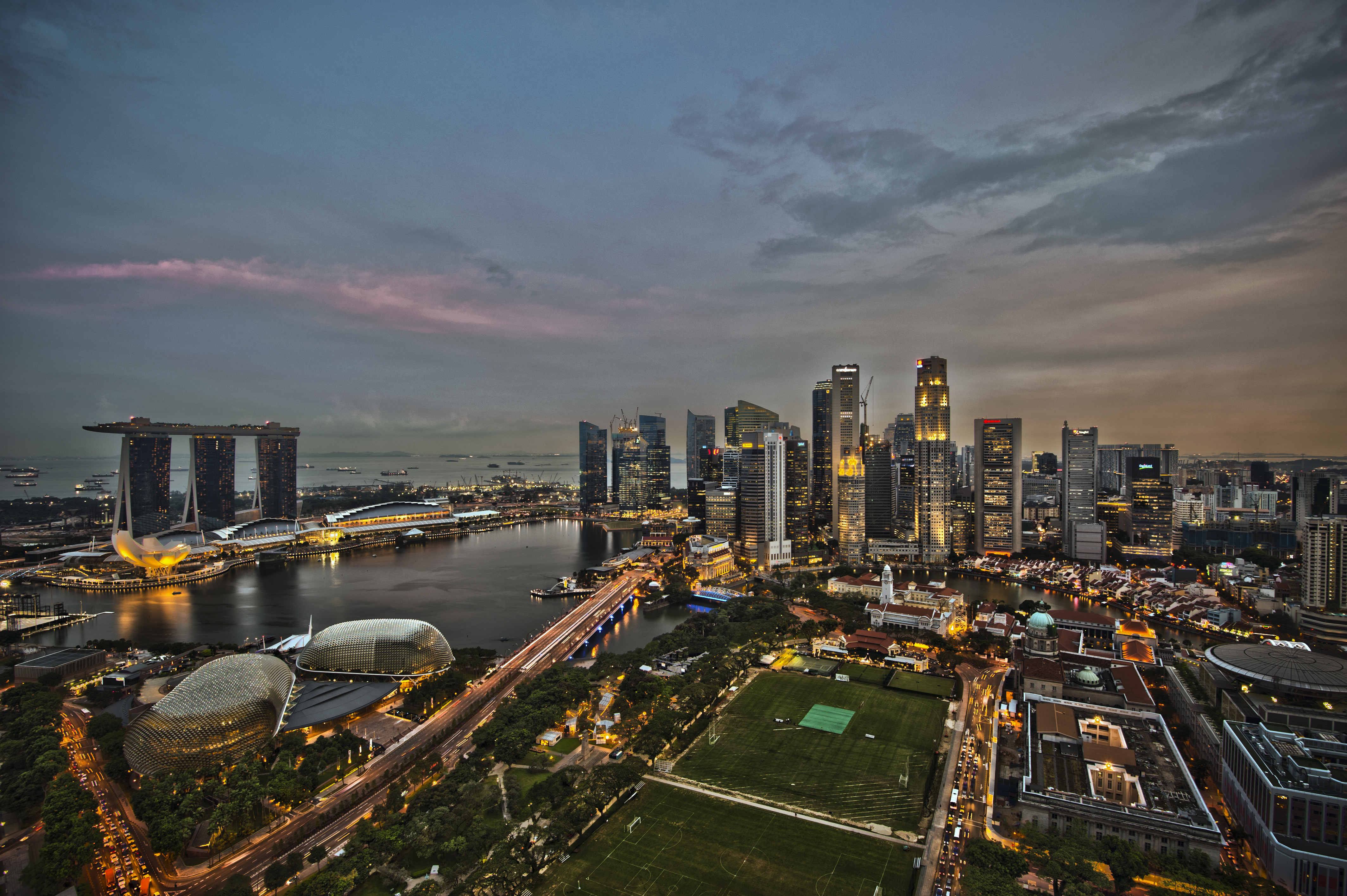
シンガポール。19世紀のイギリス領時代から自由貿易港として栄え、現在はアジアの金融センターとして2020年時点で東京、上海とともに世界5位以内に入った。

東南アジアではASEAN諸国を中心として1960年代以降に外資導入や輸出を志向した工業化が進み、1980年代から経済成長をとげる。特にプラザ合意の影響で日本の製造業の国外移転が進み、産業内貿易が発展した。
インドネシアは1982年から1983年に不況となり、IMF融資の条件として貿易の自由化を行った。関税の引き下げ、原材料輸入の自由化、関税割り戻しの導入、通貨ルピアの切り下げなどの政策パッケージによって1987年以降に発展がはじまる。輸入・外資・銀行業の規制も緩和された。輸出産業が発展し、従来の石油やガスに代わって工業製品の割合が増えた。マレーシアは投資促進法（1986年）で外資が規制緩和され、1985年の約17%から1989年には約70%まで急増した。投資によって製造業が成長し、輸出の中心が石油から工業製品へと移った。シンガポールは中継貿易を主体としていたが、マレーシアからの独立後（1965年）に製造業が発展して1980年には製造業のシェアが29%となった。外資の導入に積極的で、製造業の全雇用のうち外資は60%、直接輸出では90%に達している。タイは輸出と投資の循環によって1980年代後半に成長を続け、輸出に占める工業製品の割合が農産品を上回った。ベトナムは1986年のドイモイ政策で経済の自由化が始まり、農業から成果が表れて1989年には戦後初の米の輸出が可能となった。1994年にはアメリカの対ベトナム禁輸が解除され、外資法は100%の出資を認めて誘致を進めた。
インドは1948年の独立から社会主義政策をとっており、1970年代の貿易依存率は約5%だった。1991年の湾岸戦争の影響でIMF融資を受け、その引き換えとしてインドの経済改革が進んだ。関税引き下げ、輸入ライセンスの撤廃があり、2005年には経済特区が認められて外資100%の出資も可能となった。インドの1980年代の成長率は4%で、現在は8%近い。

### 中南米
中南米諸国では1980年代前半まで財政赤字・インフレ・対外債務の累積が進み、1980年代後半から経済改革とともに貿易自由化、資本自由化が行われた。関税率は1985年に30%から80%あり、1999年にはほとんどの国で11%から13%に低下した。当初は一次産品が主体で1970年代に90%あり、その後に工業品が増えて2006年時点でメキシコが76%、ブラジルが50%となった。2000年代以降は中国やインド向けの資源貿易が増えている。資本自由化は1990年代に急増し、1986年の40億ドルから2007年には950億ドルまで増えた。直接投資の受入国はブラジル・メキシコ・カリブ海諸国・チリ・アルゼンチンで大半を占める。メキシコは1970年代まで輸入代替工業化を進め、アメリカ国境の輸出加工区であるマキラドーラが例外的に輸出を行った。1980年代にはメキシコ債務危機が起きたために輸入割当を撤廃し、1994年からNAFTAに参加し、アメリカやカナダとの貿易が増えた。輸出は2012年にはGDPの34%になり、平均所得は増えているが、経済成長率は輸入代替工業化時代よりも低い。

### アフリカ
第二次大戦後にヨーロッパの植民地から脱して独立国が成立したが、経済規模・貿易政策・産業構造などいくつかの原因があり貿易自由化の進まない国が多かった。一般には小国ほど貿易の利益は大きいが、20世紀のアフリカ諸国は輸入代替工業化を行う国が多く、貿易量が少なかった。産業構造の面では、2000年代に資源価格上昇で資源貿易が増えたが、資源貿易は製造業と比べて雇用への影響が少なく、利益を得る人数が少なかった。農業貿易も増えているが、貿易のための大規模な農地開発は、土地を追われる人数よりも雇用創出が少ない場合がある。アフリカの経済成長を阻害している要因としては、19世紀まで行われていた奴隷貿易の影響をあげる研究もある。こうした事情が重なり、東アジアのような製造業による経済成長が少なかった。20世紀に自由化が最も成功したモーリシャスでは、輸出加工区による衣類輸出で成長をしつつ、他の分野は保護を続けるという政策をとった。
アフリカ諸国は21世紀から中国との協力を急速に進めている。中国は2000年から中国・アフリカ協力フォーラム（FOCAC）を開催し、優遇貸付や債務免除の他に、輸入品の無関税措置や、中国企業専用の経済特区として域外経済貿易特別区の建設を進めた。FOCACの第4回閣僚会議（2009年）では、全貿易品の95%まで無関税措置となった。

### 構造調整
世界銀行やIMFは融資する国に条件をつける場合があり、構造調整プログラム（SAP）と呼ばれた。構造調整の融資でも貿易の自由化が進められ、成功した例としては、インドネシア、マレーシア、シンガポール、タイ、ベトナムなどがある。他方、構造調整が経済成長に結びつかない国もあり、IMFへの批判につながった。フィリピンでは自由化政策ののちも輸出の伸び率が低いままだった。アフリカではサブサハラ・アフリカの経済成長率は2002年まで上昇しなかった。1999年以降は、構造調整という名称はIMFと世銀のいずれでも使われなくなった。

## 政治制度・思想

### 政治制度
貿易は各時代の政治制度と密接な関係にある。19世紀の貿易は金本位制にもとづいていたので、政府の通貨発行量は金準備で制限されており、国際均衡が国内均衡に優先していた。このために失業や貧困など国内の経済問題の解決が遅れ、結果的に大恐慌以降のファシズム、ナチズム、共産主義の政権につながった。自由貿易と金本位制という組み合わせは、国民の発言力が小さい場合に可能とされる。たとえば普通選挙制度がないために選挙民が少なかった時代である。
「国家主権・民主主義・グローバル化」の3要素のうちで、同時に達成できるのは2つまでという理論があり、世界経済の政治的トリレンマと呼ばれる。たとえば自由貿易と金本位制の時代は「グローバル化・国家主権」の2つ、ブレトン・ウッズ体制は「国家主権・民主主義」の2つ、グローバル・ガバナンスは「民主主義・グローバル化」の2つとなる。1975年から2016年の139カ国を対象とした調査では、先進国は民主主義が一貫して高いためにグローバル化と国家主権の2択となっており、途上国ではトリレンマになっていた。また、グローバル化が進展するほど、先進国と途上国のいずれも政治的・経済的に安定するという結果だった。

### 安全保障
貿易自由化による繁栄と平和の推進という思想は、アメリカの主導で設立されたGATT・WTO体制のもとになっている。これは、国際連盟の不参加やブロック経済などのアメリカの孤立主義・保護貿易政策が第二次大戦の要因になったという認識にもとづいている。アメリカの保護貿易から自由貿易への転換は、1934年の互恵通商協定法が先駆けとされている。また、1941年時点でイギリスとアメリカは、全ての国の平等な条件の貿易参加、貿易における差別撤廃、貿易障壁の低減などを推進する合意をしている。GATT・WTO体制は、自由貿易の理想実現ではなく、例外を認めながら貿易自由化を進めてゆくという方針をとっており、ガット・プラグマティズムとも呼ばれている。

### 自由主義と重商主義
自由主義は国家と民間を区別し、重商主義は国家と民間が協調して共通の目標を追求するとみなす。自由主義は消費者利益を重視し、消費者が安い財やサービスを得るために障害を取り除こうとする。重商主義は生産者利益を重視し、高い雇用水準と賃金で生産者を支えようとする。貿易においては、自由主義者は輸入から得られる利益を重視し、重商主義者は輸出から得られる利益を重視する。

## 貿易政策

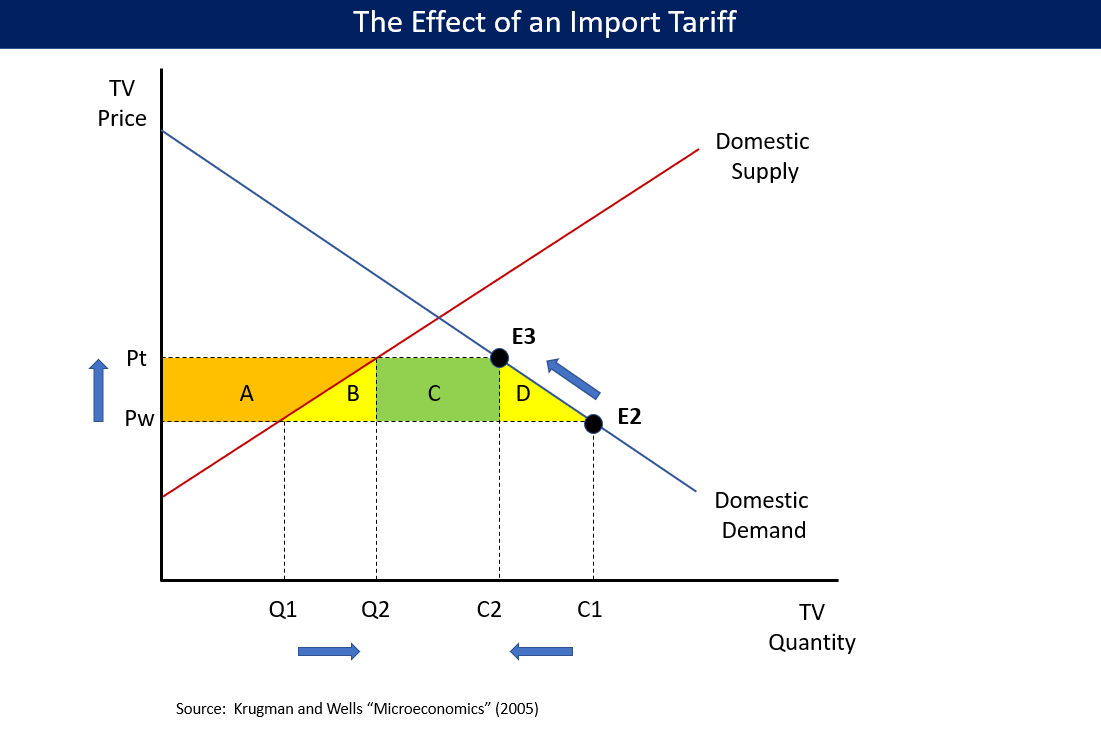
輸入関税の効果。縦軸Pが価格、横軸Qが量。A が生産者余剰、C が政府歳入。関税がPwからPtに上がると、生産者余剰が増えて国内生産者が受け取る価格は増える。輸入財の生産はQ1からQ2に増え、消費はC1からC2に減る。B と D は死重損失で、A + B + C + D の合計が消費者余剰の減少となる。国内生産者の利得よりも国内消費者の損失が大きい。

現在の主な貿易政策として、関税、輸出補助金、輸入割当、自発的輸出規制、戦略的貿易政策があり、いずれも自由貿易にとっては負の側面がある。貿易は各国の所得分配に影響を与えるため、貿易政策は国家間の利害よりも国内での利害が重要となる。
貿易政策は、経済学的には自由貿易からの逸脱とされ、次のような議論がある。(1) 自由貿易からの逸脱費用は大きい。(2) 自由貿易の便益のため、保護貿易的な政策の費用はさらに大きくなる。(3) 自由貿易から逸脱する試みは政治的プロセスで覆される。アメリカの経済学者の9割が意見を共有している問題の中には、「輸入関税や輸入割当は全体の経済的厚生を引き下げる」「アメリカ政府は雇用主が海外に仕事をアウトソーシングすることを制限するべきではない」などがある。

### 関税

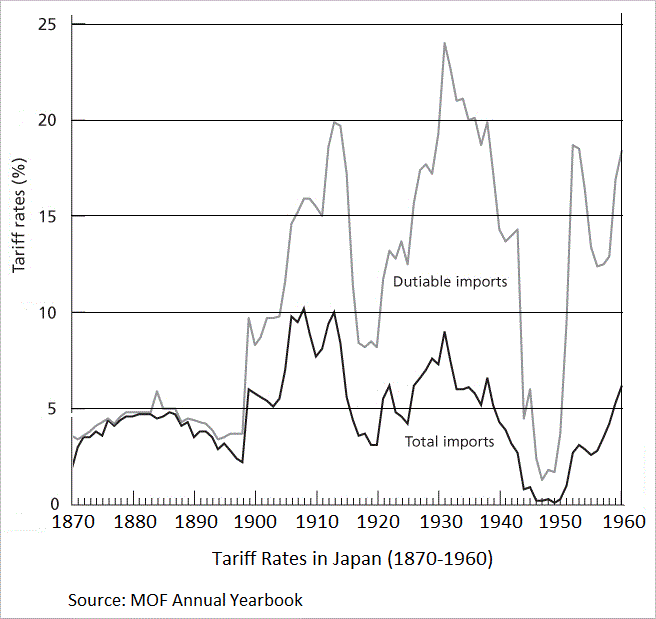
日本の関税率（1870年-1960年）

関税は、生産と消費に関して歪みを与える。政府が輸出入を決める管理貿易よりも、輸出入に関する競争によってイノベーションや学習の機会を与えたほうが、高い生産性の産業が効率性を高める。
関税の引き下げは、単独よりも相互合意で行う方が利点がある。主な理由として、(1) 相互合意なら、さらなる自由化の交渉がしやすい。(2) 貿易についての合意は当事国の貿易戦争を回避する。1891年から2010年のアメリカの平均関税率は、1930年初頭に激増したのちは下がり続けており、関税率の減少は貿易自由化の国際交渉の成果とされる。

### 輸入割当
輸入割当によって数量を制限すると、輸入品のレントシーキングが拡大する。輸入割当の決定には組織にライセンスを発行するのが通例だが、ライセンスを得るために組織は費用をかけることになり、生産リソースの浪費となる。また、数量制限によって輸入品の価格は関税と同じく上がる。レントシーキングは保護貿易の費用よりも高い損失になる場合がある。

### 輸出補助金
輸出補助金は、国の輸出品の相対価格を上げ、相対需要を下げて交易条件を悪化させる。輸出補助金は、補助を出す国にとって損となり、その他の地域にとっては得になる。そのため輸出補助金は国内向けの政策としては矛盾しているが、政治的には国内で支持される場合がある。例として、アメリカやフランスによる農産物への補助がある。

### 自発的輸出規制
自国政府が輸出数量を規制する。この場合は、輸出国の輸出業者がレントを得る。消費者にとっては、割当数が決まっているよりも、関税を払って買える方が望ましい。また、国内に独占企業がある場合は独占の弊害が生じる。自発的輸出規制の例として、日米貿易摩擦における1981年から1984年の日本の自動車輸出の自主規制や、GATTの多国間繊維協定などがある。

### 輸入代替
輸入代替工業化は輸入制限をしつつ、輸入製品と同じものを国内の製造業で生産し、製造業の基盤を整えて先進国に追いつこうとする政策である。国内製造業の促進という点では成功したが、非効率な製造業が存続したり、経済成長に結びつかない状況が増えたため、1960年代以降は批判が集まった。その国にとって比較優位がない産業は、根本的な原因を解決しなければ保護をしても競争力はつかないとされている。

### 市場の失敗との関連
市場メカニズムのみに任せた場合に外部経済があると、市場の失敗によって生産が社会的に求められる水準を下回る可能性がある。特に外部効果が多いといわれるハイテク産業などの新しい産業において、保護をして生産水準を維持するべきと論じられる。しかし、どの産業を保護すべきかの判断は困難であり、保護から脱せなかったり、利益団体のものとなるリスクもある。このため保護よりも自由貿易を支持する根拠となる。

## 社会保障
自由貿易と社会保障は密接に関連している。社会保障制度が整備されていない時代は、貿易で生じる所得再配分の問題は、移民や保護貿易によって解決される傾向にあった。社会保障が充実すると貿易に対する反対が大きくならず、自由化が進みやすくなるため、貿易先進国はセーフティネットが充実する傾向にある。貿易自由化を促進するために重要な政策として、自由化によって損失をこうむる人々への補填や、富の再分配・失業手当・雇用のセーフティネットなどがある。
貿易で最も損をする人々は、輸入部門と競争する人々であるとされる。輸入部門で競争する人々は低賃金になりやすく、転職をするとしても時間がかかる。ただし、失業率と輸入額には正の相関関係はなく、失業はマクロ経済的な現象であることを示している。そのため、失業への対応としては自由貿易を制限する貿易政策ではなく、マクロ経済政策がより効果があるとされる。
貿易で損害をこうむった人々への公的支援は、失った所得を埋め合わせるには足りないという研究もある。アメリカでは貿易が原因で失業した労働者を米国貿易調整支援制度（TAA）で支援するが、補償の金額は足りない。そのため失業した労働者の1割が障害年金で埋め合わせており、雇用機会を失っている。

### 構造的失業・貧困率
伝統的な貿易理論では、労働者や資本は機会によって移動するので賃金水準や失業は同一水準になるという前提があった。しかし、現実は硬直的であり、貿易自由化の影響が産業や地域によって違うことを示す研究もある。インドでは、国全体の貧困率は1991年の35%から2012年の15%まで急速に下がったが、貿易自由化の影響を強く受けた地域は貧困率の低下ペースが遅かった。また、貿易自由化の影響を強く受けた地域は児童労働の減少ペースも遅かった。この研究手法は、他の研究者によってアメリカ、スペイン、ノルウェー、ドイツなどでも使われて同様の結果を出している。

### 賃金格差
労働者マッチング法の研究によれば、中間財のアウトソース傾向が強まると、発展途上国の熟練労働者は先進工業国の非熟練労働者と共同しやすくなり賃金が伸びる。しかし途上国の非熟練労働者は、グローバル化によって途上国内の熟練労働者との共同を失いがちになり、生産性が低下して賃金が伸びなくなる。

## 貿易協定

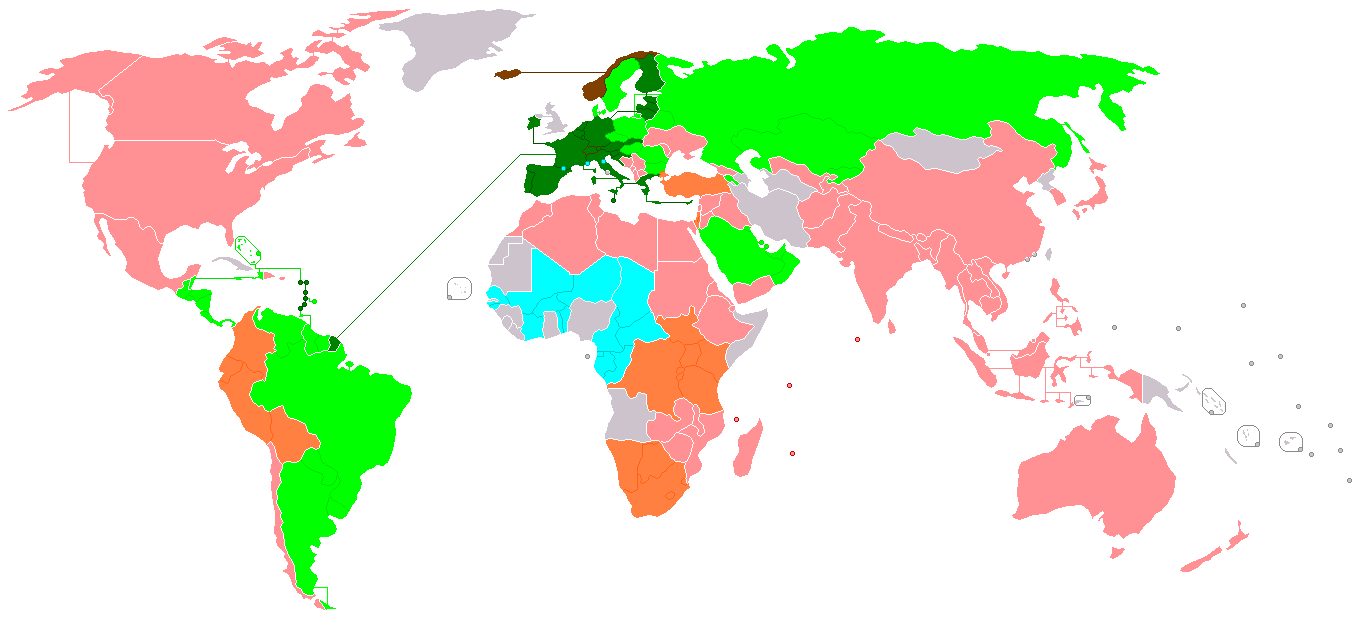
世界の経済統合段階:
(緑であるほど段階が高い)
経済通貨同盟 (CSME/EC$, EU/€)
経済同盟 (CSME, EU)
関税通貨同盟 (CEMAC/CFAフラン, UEMOA/CFAフラン)
共同市場 (EEA, EFTA, CES)
関税同盟 (CAN, CUBKR, EAC, EUCU, MERCOSUR, SACU)
多国間自由貿易協定 (AFTA, CEFTA, CISFTA, COMESA, GAFTA, GCC, NAFTA, SAFTA, SICA, TPP)

GATT・WTOによる多国間交渉と並行して、2国間以上による自由貿易協定が行われている。GATTが認める特恵貿易協定には、関税同盟と自由貿易圏がある。自由貿易圏は加盟国内の関税をかけず、外部に関税を設定する。西ヨーロッパでは経済圏の拡大による利益と安全保障を求めて欧州共同体(EC)を設立し、貿易障壁を撤廃して自由貿易圏を拡大した。これが現在の欧州連合(EU)となった。その他では北米・中米の北米自由貿易協定（NAFTA）、南米のメルコスール、EUとACP諸国のロメ協定、アフリカのアフリカ大陸自由貿易協定（AfCFTA）、南アジアの南アジア自由貿易圏（SAFTA）、東南アジアのASEAN自由貿易地域（AFTA）、太平洋地域の環太平洋戦略的経済連携協定（TPP）、大西洋地域の大西洋横断貿易投資パートナーシップ協定（TTIP）などがある。協定の数は1990年代から急増しており、1948年から1994年にかけては143件、WTO発足後の1995年から2008年にかけては277件となっている。
経済学的には、貿易協定で両国が自由貿易を選べばどちらも得をするが、単独で保護貿易を選べばどちらも損をするというゲーム理論における囚人のジレンマにあてはまる。貿易協定にはマイナスの効果もありうる。関税同盟によって同盟外の貿易が実現される場合はプラスの効果だが、同盟外の貿易が同盟内に替わるだけならばマイナスとなる可能性がある。自由貿易圏を作った場合も、域内貿易だけが行われるなら参加国にとってマイナスの可能性がある。
政治的には、貿易協定は比較優位と重商主義の双方から支持される理由がある。比較優位の立場からは、貿易障壁を下げて産業の特化ができる。重商主義の立場からは、輸出と雇用を増やせる。この二つは相反しているが、貿易協定を指示する国はどちらも可能という矛盾した主張をする場合がある。TPPとTITPについては、交渉が秘匿されている点、大企業の利益を優先している点で批判されている。

## 紛争

### 植民地主義・帝国主義

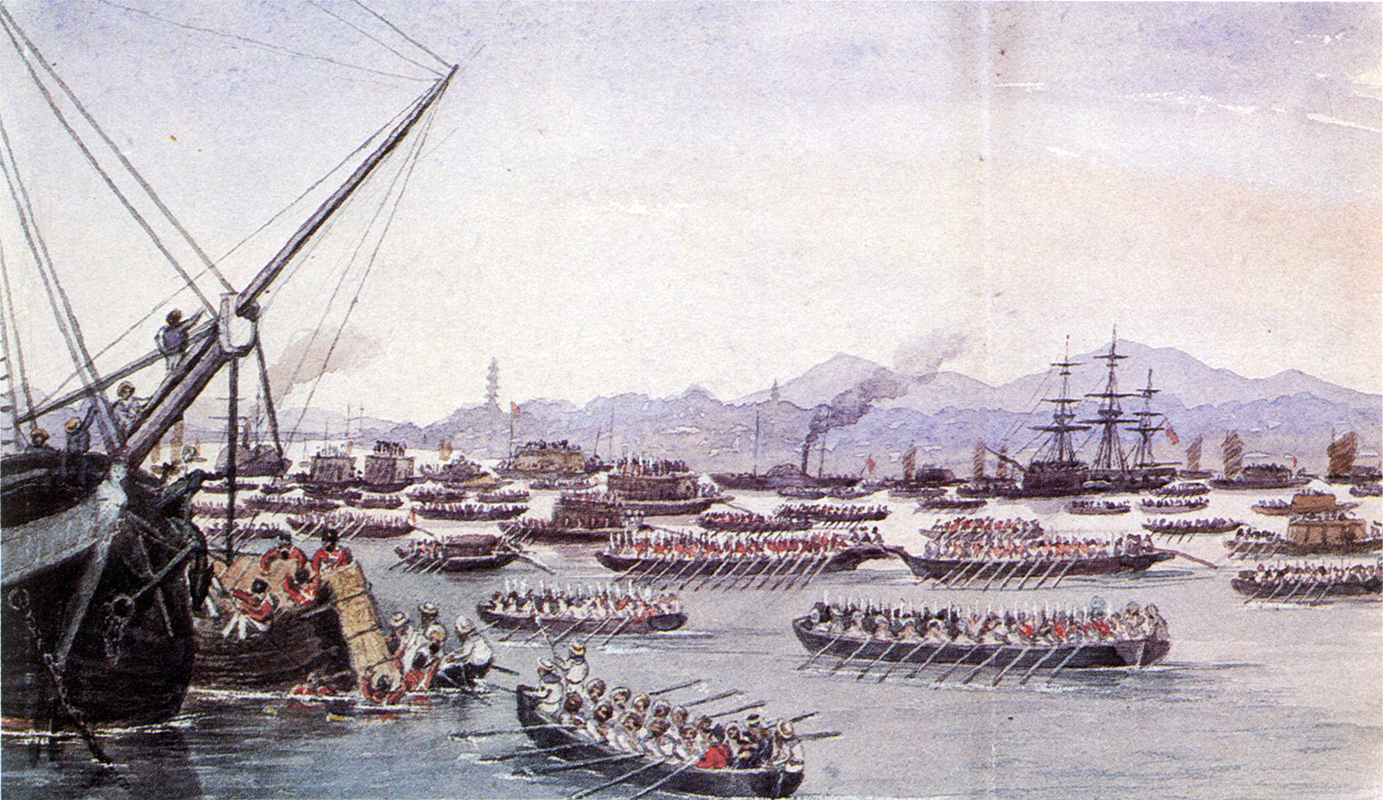
アヘン戦争（1840年）。イギリスは清にアヘン貿易を強要し、イギリス領インドからのアヘン輸出は2倍、金額は3倍になった。

自由貿易の輸出の拡大・海外権益の確保が、帝国主義の動きを強め国家の対立を激化させているとする説がある。例として、(1) 植民地時代に宗主国が不利な条件で植民地に取引を強要し、搾取した。(2) 欧米は自国が輸出する製品に関しては貿易の自由化を進めた一方で、発展途上国の競合する製品に関しては保護政策をとり続けた、などがあげられる。19世紀のイギリスは自由貿易をめぐって他国から批判され、自由貿易を進めるのは経済力を背景とした利己的な政策である、イギリスはいち早く工業化を達成した地位を利用して他国を搾取している、などの意見があった。

### 奴隷制との関連
産業の違いによって、国内で自由貿易と保護貿易の支持者が対立することもあった。イギリス植民地の西インド諸島のプランテーション経営者は自由貿易を主張し、本国の工業製品の業者は保護貿易を主張した。同様の対立はアメリカでも見られ、保護貿易を支持する北部と、自由貿易を支持する南部の対立によって南北戦争（1861年-1865年）が起きた。北部は工業が主体だったが、南部ではプランテーションの綿花やタバコの輸出が主体であり、黒人奴隷の労働力に依存していた。

### WTO紛争解決機関
自由貿易のルール違反をめぐって国家間の紛争が起きる場合があり、WTOは調停解決のためにWTO紛争解決機関を設けている。紛争解決機関では、専門家が紛争当時国の意見をもとに通常は1年以内に結論を出す。ルール違反をしているという結論の出た国が違反を続けた場合、WTOには強制力はなく、苦情を申し出た国は関税や輸出制限などの報復権利を得る。これまでの紛争としては、ガソリンと大気汚染をめぐるベネズエラとアメリカの紛争や、バナナをめぐるEUと中南米の紛争などがある。紛争解決機関は、輸出指向型の成長をする新興国にとって有利になる。アメリカなど大国との経済摩擦を二国間協議ではない方法で解決できるためである。

## 環境・倫理
人権の保障・労働基準・環境基準などが大きく異なる国同士における自由貿易は議論となっているが、WTOではこれまで問題とされることが少なかった。こうした面はソーシャルダンピングとも呼ばれる。また、環境汚染などの外部不経済によって、損失が自由貿易の便益を上回る可能性がある。